# Hans Joachim Salize
Hans Joachim Salize (* 1954) ist ein deutscher psychiatrischer Epidemiologe und Versorgungsforscher.

## Leben
Er studierte Sozialwissenschaften an der Goethe-Universität. Nach der Promotion 1997 und der Habilitation 2003 im Fach Epidemiologie in der Psychiatrie wurde er 2006 außerplanmäßiger Professor an der Medizinischen Fakultät Mannheim der Universität Heidelberg. Zudem arbeitet Salize seit 1991 am Zentralinstitut für Seelische Gesundheit in Mannheim und leitete dort seit 2002 die Arbeitsgruppe Versorgungsforschung.
Seine Forschungsfelder umfassen: psychiatrische Gesundheitsökonomie, psychiatrische Epidemiologie, Gesundheitssystemanalyse in der Psychiatrie, Effektivität psychiatrischer Versorgung, die gesundheitliche Versorgung und soziale Lage spezieller Risikogruppen (chronisch psychisch Kranke, Wohnungslose, psychisch kranke Straftäter usw.), die Psychiatriegesetzgebung sowie die Prävention und Rehabilitation psychischer Störungen.
Die Arbeiten von Salize wurden mehrfach mit Forschungspreisen ausgezeichnet, u.a. mit dem Forschungspreis der Deutschen Gesellschaft für Soziale Psychiatrie (DGSP), dem Hermann- Simon- Preis sowie 2010 mit dem Christian-Roller-Preis der Illenauer Stiftungen für eine Pilotstudie zur Verbesserung der psychiatrischen Behandlungsprävalenz bei Risikopersonen mit drohendem Wohnungsverlust. Salize ist außerdem einer der sieben Autoren der sog. MHG-Studie zum sexuellen Missbrauch von Kindern und Jugendlichen durch Kleriker im Bereich der Deutschen Bischofskonferenz, die 2018 veröffentlicht wurde und eine breite und anhaltende Diskussion dieses Problembereichs in Gesellschaft und Kirche auslöste.